# Moritz Krimmer
Moritz Hermann Henning Krimmer (* 27. August 2000 in Mellrichstadt) ist ein deutscher Basketballspieler.

## Laufbahn
Der in Ravensburg aufgewachsene Krimmer spielte Tennis sowie Basketball beim TV Weingarten. Im Alter von 17 Jahren wechselte er in den Nachwuchs des Bundesligisten Ratiopharm Ulm und besuchte fortan die Friedrich-List-Schule. Im Spieljahr 2018/19 wurde er erstmals in Ulms Ausbildungsmannschaft OrangeAcademy in der 2. Bundesliga ProB eingesetzt, Ende Januar 2020 folgten seine ersten Spielminuten in der Basketball-Bundesliga in den Farben von Ratiopharm Ulm. Für Ulm bestritt er bis 2022 insgesamt 48 Bundesliga-Einsätze.
In der Sommerpause 2022 schloss er sich dem Zweitligisten Nürnberg Falcons BC an und ging nach einem Jahr zum Zweitligakonkurrenten Gladiators Trier weiter. Nachdem er im Verlauf des Spieljahres 2023/24 für Trier im Durchschnitt 11,6 Punkte je Zweitligaspiel erzielt hatte, erhielt er ein Angebot des Bundesligisten Bamberg Baskets, das Krimmer annahm. In Bamberg wurde er Spieler von Trainer Anton Gavel, mit dem er schon in Ulm zusammengearbeitet hatte.